# L'Histoire
L'Histoire és una revista mensual de divulgació científica especialitzada en Història, creada el 1978 per Michel Chodkiewicz i Michel Winock. Va ser editada als seus començaments per la Société d'éditions scientifiques i després per Sophia Publications.
La revista té com a objectiu publicar síntesis històriques, anàlisis sobre el món actual des de la perspectiva de la història, i treballs i debats en el si de la comunitat dels historiadors. El comitè de redacció està format per Pierre Assouline, Jacques Berlioz, Patrick Boucheron, Bruno Cabanes, Pierre Chuvin, Joël Cornette, Jean-Noël Jeanneney, Maurice Sartre, Annette Wieviorka i Michel Winock, entre d'altres. Dins el marc d'una gran expansió del coneixement històric cap al públic, L'Histoire edita cada estiu un atles històric, Atlas des Amériques (2012), Atlas de France (2013), Atlas des mondes Asiatiques (2014).
La revista ha rebut diverses crítiques. Per a l'historiador Gérard Noiriel, L'Histoire ha perdut el seu estatus de «revista d'elevat nivell» i remarca que «la majoria dels números són un informe directe de l'actualitat, i la postura normativa del periodisme intel·lectual s'ha imposat en detriment de la comprensió científica». L'associació Acrimed (Action critique Médias) considera que, igual que altres publicacions del grup al qual pertany, la revista manté un discurs liberal; segons un article, L'Histoire té una clara preferència per historiadors com François Furet i Stéphane Courtois, coneguts per les seves posicions antimarxistes i les tesis dels historiadors afins a aquesta ideologia, com Michel Vovelle o Albert Soboul, estan molt poc representades. Aquesta discriminació va comportar nul diàleg o debat a la revista, durant la presentació del llibre Le Livre noir du communisme : Crimes, terreur, répression el 1997, on el mateix editor va ser jutge i part, factor problemàtic des del punt de vista de la recerca científica.